# 櫻花千代王
樱花千代王（日语：サクラチヨノオー），是日本純種競賽馬匹。生涯活躍於中距離賽事，曾勝出1987年朝日盃三歲錦標及1988年東京優駿（日本打吡）。

## 出賽前
1985年2月19日出生於北海道靜內町（今新日高町）谷岡牧場，所有權歸於母系之馬主Sakura Commerce Co. Ltd.旗下。
其後交由栗東訓練中心練馬師境勝太郎訓練。

## 競賽生涯

### 3歲（現2歲）
1987年8月8日出戰函館競馬場2歲新馬戰，於其中採用先行戰術下成功拋離後方3 1/2馬位取得首勝。
短暫放草後於10月出戰芙蓉錦標，比賽初段於中團位置追走，通過第三彎道時開始發力爬升至到第二，最終於直路上爆發末腳之下成功取得勝利。
其後出戰銀杏錦標，比賽初段騎師小島太嘗試採用後上戰術控制其速度，可惜進入直路後受到大爛地的影響其無法順利加速，最終以第二吞下生涯首敗。
12月20日出戰朝日盃三歲錦標，由於本次比賽中一些強敵缺席，賽前其成爲第一人氣。比賽開始後，起步順利的櫻花千代王選擇和Tsujino Shogun一同於前方推進，兩駒一直帶領馬群進入直路。進入直路後，其閃入內欄位置逐步加速，對騎師小島的加鞭有良好反應下成功加速衝出，最終以頸位壓贏對手取得首個一級賽冠軍，亦達成父子制霸。

### 4歲（現3歲）
1988年其以共同通信盃四歲錦標作爲首戰，比賽初段其一直於領放馬Muguet Royal後方的有利位置推進，並於比賽途中保持穩定的速度。然而進入直路後，其後勁不繼之下稍顯力弱，最終些微失速被對手超越下以第四完賽。
3月6日出戰彌生賞，僅次於京成盃冠軍Soccer Boy取得第二人氣。比賽開始後，因本次比賽沒有典型的領放馬，其被迫進行領放，並做出前1000米61.8秒的超慢步速。比賽途中，由於後方賽駒並未有進行壓迫，因而其於直路上繼續輕鬆領放，最終以一放到底的姿態贏得冠軍。
其後出戰皋月賞，僅落後於另一場前哨戰春季錦標冠軍Mogami Nine取得第二人氣。比賽開始後，由於前方的Ivy Toko及Kyoshin Musashi進行領放，櫻花千代王選擇於第三的位置展開推進。進入直路後，其於斜路前超越兩匹失速力領放馬取得領先，但於斜坡上自身亦開始力弱之下被後上的第九人氣伏兵八重無敵及第十四人氣伏兵Dictar Land超越，最終以第三完賽。
5月29日出戰東京優駿，賽前獲得第三人氣。比賽開始後，於大外檔的Advance More選擇搶佔位置快放，於第一彎道經已拋離主馬群約7馬位，而櫻花千代王則於先頭位置穩步向前。通過第三彎道時候，於Advance More失速之下，其成功菜袋其領先的位置並抽出外檔進行加速，以望空的姿態進入直路。進入直路後，其開始由有利位置進行加速，並和內檔的目白雅丹及Kokusai Triple展開爭奪。最後200米時，雖然其仍然被目白雅丹領先約1/2馬位，但此時騎師小島成功保持陣營並指揮櫻花千代王進行二段加速，最終其成功於終點線前反超對手奪冠，亦以2分26.3秒的完賽時間打破紀錄。
然而贏得東京優駿後，其被檢查出右前腳患有肌腱炎，最終於陣營判定下其進入長期休養。

### 5歲（現4歲）
1989年5月14日出戰安田紀念，雖然賽前獲得第三人氣，但最終以尾二第十六完賽。
其後出戰寶塚紀念，再度因爲直路上的失速以第十六大敗。
賽後其被發現右前腳的肌腱炎復發，最終陣營安排其退役，並於6月25日在札幌競馬場舉行退役儀式。

### 詳細賽績
| 日期       | 舉辦國家 | 馬場 | 距離   | 級別 | 賽事名稱           | 負重 | 騎師   | 馬號 | 出馬 | 名次 | 時間   | 頭馬（二馬）       |
| ---------- | -------- | ---- | ------ | ---- | ------------------ | ---- | ------ | ---- | ---- | ---- | ------ | ------------------ |
| 8/8/1987   | 日本     | 函館 | 草1000 |      | 3歲新馬            | 53   | 小島太 | 5    | 5    | 1    | 0:59.5 | （Sea Bird Power） |
| 3/10/1987  | 日本     | 中山 | 草1600 | OP   | 芙蓉特別           | 53   | 小島太 | 8    | 9    | 1    | 1:35.8 | （May Storm）      |
| 31/10/1987 | 日本     | 東京 | 草1600 | OP   | 銀杏特別           | 54   | 小島太 | 4    | 7    | 2    | 1:38.2 | Meiner Logik       |
| 20/12/1987 | 日本     | 中山 | 草1600 | GI   | 朝日盃三歲錦標     | 54   | 小島太 | 5    | 6    | 1    | 1:35.6 | （Tsujino Shogun） |
| 14/2/1988  | 日本     | 東京 | 草1800 | GIII | 共同通信盃四歲錦標 | 56   | 小島太 | 3    | 12   | 4    | 1:48.4 | Muguet Royal       |
| 6/3/1988   | 日本     | 東京 | 草2000 | GII  | 彌生賞             | 55   | 小島太 | 7    | 11   | 1    | 2:01.1 | （Tosho Mario）    |
| 17/4/1988  | 日本     | 東京 | 草2000 | GI   | 皋月賞             | 57   | 小島太 | 2    | 18   | 3    | 2:01.5 | 八重無敵           |
| 29/5/1988  | 日本     | 東京 | 草2400 | GI   | 東京優駿           | 57   | 小島太 | 5    | 24   | 1    | 2:26.3 | （目白雅丹）       |
| 14/5/1989  | 日本     | 東京 | 草1600 | GI   | 安田紀念           | 57   | 小島太 | 4    | 17   | 16   | 1:37.7 | 青竹回憶           |
| 11/6/1989  | 日本     | 阪神 | 草2200 | GI   | 寶塚紀念           | 56   | 小島太 | 12   | 16   | 16   | 2:18.8 | 稻荷一             |

## 退役後
退役後，櫻花千代王於北海道靜內町（今新日高町）靜內Stallion Station休養，在1990年進行配種。首批子嗣於1991年出生。可於1993年出賽。1997年2月7日，Sakura Expert在愛知盃勝出，成爲首匹勝出分級賽的子嗣。
2002年其由配種馬退役，接受閹割手術後被送往同町的新和牧場以功勞馬身份進行養老生活。
2012年1月7日，其因衰老以27歲高齡死亡。

### 主要子嗣

#### 分級賽優勝子嗣
1993年生
- Sakura Expert（愛知盃）

1995年生
- My Turn（東海冬季錦標、大尾光紀念、小栗帽紀念）

## 血統簡介
父系丸善斯基爲日本賽駒，生涯八戰全勝，因其無敵的領放戰術令其於八場賽事中總計拋離對手61馬位而被稱爲「超級跑車」，更於1990年成爲日本中央競馬會第20匹殿堂馬。祖父尼真斯基爲加拿大生產的愛爾蘭賽駒，生涯僅得兩敗，曾勝出葉森打吡大賽、愛爾蘭打吡、英皇佐治六世及皇后伊利沙伯錦標及二千堅尼錦標等一級賽，退役後亦爲著名種馬，成功確立獨立的系統。
母系Sakura Sedan爲日本賽駒，生涯戰績不俗，曾勝出中山牝馬錦標。外祖父Sedan爲法國賽駒，生涯無出賽紀錄。

### 血統表
| 父線：尼真斯基系（北地舞人系）                         |                                |               |                |
| 種馬 丸善斯基 1979年（棗色）                           | 尼真斯基 1967年（棗色）        | 北地舞人      | 新北區         |
| 種馬 丸善斯基 1979年（棗色）                           | 尼真斯基 1967年（棗色）        | 北地舞人      | Natalma        |
| 種馬 丸善斯基 1979年（棗色）                           | 尼真斯基 1967年（棗色）        | Flaming Page  | Bull Page      |
| 種馬 丸善斯基 1979年（棗色）                           | 尼真斯基 1967年（棗色）        | Flaming Page  | Flaring Top    |
| 種馬 丸善斯基 1979年（棗色）                           | Shill 1970年（棗色）           | Buckpasser    | Tom Fool       |
| 種馬 丸善斯基 1979年（棗色）                           | Shill 1970年（棗色）           | Buckpasser    | Busanda        |
| 種馬 丸善斯基 1979年（棗色）                           | Shill 1970年（棗色）           | Quill         | Princequillo   |
| 種馬 丸善斯基 1979年（棗色）                           | Shill 1970年（棗色）           | Quill         | Quick Touch    |
| 繁殖雌馬 Sakura Sedan 1972年（棗色）                   | Sedan 1955年（棗色）           | Prince Bio    | Prince Rose    |
| 繁殖雌馬 Sakura Sedan 1972年（棗色）                   | Sedan 1955年（棗色）           | Prince Bio    | Biologie       |
| 繁殖雌馬 Sakura Sedan 1972年（棗色）                   | Sedan 1955年（棗色）           | Staffa        | Orsenigo       |
| 繁殖雌馬 Sakura Sedan 1972年（棗色）                   | Sedan 1955年（棗色）           | Staffa        | Signa          |
| 繁殖雌馬 Sakura Sedan 1972年（棗色）                   | Swanswood Grove 1960年（灰色） | Grey Soverign | Nasrullah      |
| 繁殖雌馬 Sakura Sedan 1972年（棗色）                   | Swanswood Grove 1960年（灰色） | Grey Soverign | Kong           |
| 繁殖雌馬 Sakura Sedan 1972年（棗色）                   | Swanswood Grove 1960年（灰色） | Fakhry        | Mahmoud        |
| 繁殖雌馬 Sakura Sedan 1972年（棗色）                   | Swanswood Grove 1960年（灰色） | Fakhry        | Fille de Salut |
| 雌系：號族：16-a                                       |                                |               |                |
| 五代內近親交配：Prince Rose 5×4、Nearco 5×5、Menow 5×5 |                                |               |                |

## 命名由來
名字中，Sakura（サクラ）是馬主Sakura Commerce Co. Ltd.的冠名，出自其公司名字，意思即是「櫻花」，Chiyono（チヨノ）出自第58代橫綱千代之富士貢之名字，而O（オー）亦是馬主冠名的一部分，於日語中是「王」的意思，香港亦有時因為馬名字數限制，翻譯为「櫻花千代」。

## 外部連結
- 櫻花千代王 netkeiba.com
- 血統表